# Schmidtiana hayashii
Schmidtiana hayashii är en skalbaggsart som beskrevs av Tatsuya Niisato 1999. Schmidtiana hayashii ingår i släktet Schmidtiana och familjen långhorningar. Inga underarter finns listade i Catalogue of Life.